# Lannon, Wisconsin
Lannon là một làng thuộc quận Waukesha, tiểu bang Wisconsin, Hoa Kỳ. Năm 2006, dân số của làng này là 1009 người.